# 人形芝居 (漫画)
『人形芝居』（にんぎょうしばい）は、高尾滋の漫画作品。

## 概要
28XX年、双子の人形師・嵐と静が創り出す子型機械人形と、人形と接する人々が織り成す、ネオ・ヒューマンドラマ。1996年から『花とゆめ』（白泉社）や『別冊花とゆめ』（同社）に不定期に掲載されている。コミックスは「花とゆめCOMICS」より刊行され、2018年6月の時点で既刊4巻。

## 用語
子型機械人形（チャイルドタイプアンドロイド）
豊かな喜怒哀楽を兼ね備えた子供型のアンドロイド。通称『ドール』。一家一子制度により生じる一人っ子や、身寄りのないお年寄り、外部と交流の取れない病人などの話し合い相手として一緒に暮らすために生み出される。
人形館（ドールハウス）
西東京砂漠の中心に建つ、二人の人形師（嵐・静）が住む館。ドールが生まれ、眠りに就く場所。ここで生まれるドールは順応性と学習機能 (AI) があり、育った環境により性格や言語が変化する。
人形師人形（マスターアンドロイド）
子型機械人形を生み出す人形師。
笛の音
ドールの目覚め／眠りの時に、嵐と静が奏でる笛の音。メロディにICが組み込まれている。（嵐＝起動プログラム、静＝停止プログラム）笛の音に合わせてドールが目を覚まし、眠りに就くため、「幻想・魔術を見ている様」と称される。
人外類皆兄弟プロジェクト
27XX年、京都国立研究所にて進められていた「心を持つロボット」の製作計画。

## 登場人物
嵐（あらし）
双子の人形師人形の一人で、生の笛を吹く。金髪美人で、着物の合わせは左前。力仕事重視のタイプで、機械が苦手。家事の天才で、料理、掃除、裁縫等は大得意。感情表現が非常に豊かで、調査等で外に出ることが多い。静と人形師人形になる前は加賀田博士と暮らしていた。『人外類皆兄弟プロジェクト』の第一期試作品（ファーストプロトタイプ）。
静（しずか）
双子の人形師人形の一人で、死の笛を吹く。黒髪黒目で、着物の合わせは右前。ドールの作製やメンテナンス等を担当している。本の虫で家事は苦手（散らかし専門だが、書庫の整理はする）。生まれた頃は三波博士に振り回されて怒ってばかりいたが、嵐と人形師人形になってからは落ち着いた様子。『人外類皆兄弟プロジェクト』の第二試作品。
三波颯之助（みなみそうのすけ）
『人外類皆兄弟プロジェクト』の立案者で、静誕生後の同居人。金の稲穂と称される長い金髪を1本の三つ編みにしている。料理王且つ手芸王で、味噌スープ（味噌汁）や手芸品を作って研究所員に振舞っていた。嵐のキャラクターモデルとなった人物。
加賀田青子（かがたせいこ）
『人外類皆兄弟プロジェクト』の共同指揮者で、三波博士の元恋人。物語に登場した時点では研究所を辞めており、嵐とともに引っ越していた。物静かで真面目な才女だが、家事オンチで荷物持ち程度しか役に立たない。静のキャラクターモデルとなった人物。

### 各話の登場人物
主役、ドール＝子型機械人形
第1話
- 主役 緑（ミドリ）
- ドール ヒロ

第2話
- 主役 里流（サトル）
- ドール 里流（リル）

第3話
- 主役 力（ツトム）
- ドール 峯岐

第4話
- 主役 リエ
- ドール 散音（チルネ）／健一郎（庭師のドール）

第5話
- 主役 光良（テルヨシ）
- ドール 明兎（ミント）

第6話
静の過去のお話。
- 主役 静
- ロボット RX－マークIIベンツ（静作）
- その他 三波颯之助（静の製作者・同居人）、ぴんく・れもん・みかん（研究所員）

第7話
嵐の過去のお話。
- 主役 柚喜杏子（ユズキアンズ）
- ドール 嵐
- その他 波自（ハジ／杏子の従兄弟）、加賀田青子（嵐の同居人）

第8話
- 主役 榧（カヤ）
- ドール アキ（司のドール）
- その他 滝沢司（タキザワツカサ）

第9話
- 主役 大和（ヤマト）
- ドール マリア（亡くなった奥様のドール）

第10話
- 主役 桃香（モモカ）
- ドール 史（フミ）

第11話
- 主役 マリー
- ドール パースレイン（マリーのドール）／ハーツィーズ（アーサーのドール）
- その他　アーサー

第12話
- 主役 ルビィ
- ドール フィオ（ルビィのドール・ルビィの父王の配慮で姉妹として育つ）
- その他 アンリ王子（ルビィの許婚・隣国の王位継承者）、ルビィの母親、アンリ王子の侍従

第13話
- 主役 麗玲（れいれい）
- ドール トマ（ラギのドール）
- その他 ラギ（故人・CEO）、カジカ、笠置（かさぎ）、サーム

第14話
- 主役 バートラム
- ドール アビゲール（母親と共に事故死したビートのドール）
- その他 ビート（バートラムの息子）、バートラムの元妻、元妻の父親

## 既刊一覧
- 高尾滋『人形芝居』白泉社〈花とゆめコミックス〉既刊4巻

1. 1998年10月19日初版刊行 ISBN 4-592-17709-6
2. 1999年7月19日初版刊行 ISBN 4-592-17332-5
3. 2008年9月19日初版刊行 ISBN 978-4-592-17870-5
4. 2018年6月20日初版刊行 ISBN 978-4-592-21480-9